# Plotheia subglauca
Plotheia subglauca är en fjärilsart som beskrevs av Walker 1865. Plotheia subglauca ingår i släktet Plotheia och familjen trågspinnare. Inga underarter finns listade i Catalogue of Life.